# The Adopted Son (film, 1912)
Pour plus de détails, voir Fiche technique et Distribution.
The Adopted Son est un film muet américain réalisé par Otis Thayer et sorti en 1912.

## Fiche technique
- Titre : The Adopted Son
- Réalisation : Otis Thayer
- Scénario : B. D. Flanders
- Producteur :  William Selig
- Société de production : Selig Polyscope Company
- Société de distribution : General Film Company
- Pays d'origine :  États-Unis
- Langue : film muet avec les intertitres en anglais
- Métrage 312,4 mètres
- Format : Noir et blanc — 35 mm — 1,33:1 — Muet
- Genre : Film dramatique
- Durée : 10 minutes 25
- Dates de sortie : 
  -  États-Unis :24 juin 1912

## Distribution
- Charles Clary
- Kathlyn Williams
- Denton Vane
- Winifred Greenwood
- Adrienne Kroell
- Zoe Barber
- Jessie Stewart
- Eddy Flynn